# Fritz Koenig
Fritz Koenig (Wurzburgo, Baviera; 20 de junio de 1924-Landshut, Baviera; 22 de febrero de 2017) fue un escultor alemán conocido por The Sphere, que antes estuvo en la plaza entre las dos torres del World Trade Center en el Bajo Manhattan, pero que se encuentra ahora, aunque dañado deliberadamente y sin reparar, en Battery Park como monumento conmemorativo a las víctimas de los atentados del 11 de septiembre de 2001. Su larga y distinguida carrera ha incluido otras obras, como otros memoriales.

## Biografía
Nacido en Wurzburgo, su familia se trasladó a la comunidad bávara de Landshut cuando él tenía seis años. En los años posteriores a la Segunda Guerra Mundial, estudió arte en la Academia de Bellas Artes de Múnich, donde se graduó en 1952. Nueve años más tarde se mudó a Ganslberg, una comunidad agrícola fuera de Landshut, donde vivió y trabajó en una granja de caballos. Desde 1964 fue profesor de arte en la Universidad Técnica de Múnich.

## Obra
La obra de Koenig ha consistido en gran medida de las figuras o formas ensambladas a partir de formas geométricas simples en fundido de metal. Cuando él ha representado a figuras humanas, estas han sido muy estilizadas, con la cabeza hecha de esferas y los órganos y extremidades de cilindros. Su diseño del monumento del Holocausto es un ejemplo de esto, añadiendo los huesos sobre un montículo.

## Fallecimiento
En enero de 2017, Koenig explicó que estaba en mal estado y el siguiente mes, murió de una hemorragia cerebral, se realizó un funeral lejos del lugar de la ciudad donde falleció y fue sepultado en Baviera. 

## Obras notables
- The Sphere, 1969-1971
- Memorial alemán del campo de concentración de Mauthausen-Gusen, 1983
- Memorial a las víctimas de la masacre de Múnich durante los Juegos Olímpicos de 1972.
- Exposiciones permanentes en el Museo de Escultura Hofberg en Landshut.